# Messemotorvejen
Der Messemotorvejen (deutsch: Messeautobahn) ist eine nicht durchgehend autobahnmäßig ausgebaute dänische Autobahn, die die Stadt Herning im Süden und im Westen umgeht.

## Verlauf
Die nach dem MCH Messecenter Herning benannte, intern als M68 bezeichnete Autobahn beginnt am Abzweig Motorvejskryds Herning Syd an der Autobahn Midtjyske Motorvej, die Teil der Primærrute 18 ist, und führt südlich an Herning vorbei bis zum Abzweig der Primærrute 12. Dort wandelt sie sich auf 4,8 km in eine Autostraße (motorvej) um und führt als Straße P 15 über eine weitere Ausfahrt zur Anschlussstelle 1 Snejberg, wo die P 15 in Richtung Ringkøbing abgeht. Messemotorvejen setzt sich weiter als Sekundärstraße  nach Norden fort und erreicht über die Ausfahrt Herning NV die Verzweigung mit der P 18 (hier als Midtjyske Motorvej), mit der sie gemeinsam in die Autobahn Holstebromotorvejen übergeht.

## Geschichte
Der Bau der Autobahn geht auf Parlamentsbeschlüsse aus den Jahren 1999 und 2006 zurück. Die Südstrecke wurde in den Jahren 2006 und 2008 eröffnet, der Westabschnitt 2017. Ein Lückenschluss als Autobahn ist nicht vorgesehen.